# Nagyecsed
Nagyecsed è una città di 6.967 abitanti situata nella contea di Szabolcs-Szatmár-Bereg, nell'Ungheria nord-orientale.